# Ferhat Öztorun
Ferhat Özturun (Istanboel, 8 mei 1987) is een Turks voetballer die bij voorkeur als linksback speelt. Hij verruilde in juli 2014 Orduspor voor Istanbul Başakşehir.

## Clubcarrière
Na enkele jaren gevoetbald te hebben in de jeugdteams van Galatasaray SK werd Özturun in het seizoen 2005/06 doorgeschoven naar het eerste elftal. Na blessures van Orhan Ak en Ergün Penbe kreeg hij zijn kans, waardoor hij zijn debuut maakte op 22 januari 2016 in de wedstrijd tegen Konyaspor. In twee jaar tijd speelde Öztorun negentien competitiewedstrijden voor Galatasaray. Hij maakte daarna de overstap naar Manisaspor, waar hij gedurende twee seizoenen basisspeler was. In het seizoen 2007/08 degradeerde Manisaspor naar de tweede competitie van Turkije; na één seizoen op het tweede niveau verliet Öztorun de club en tekende hij een contract Trabzonspor, waardoor hij terugkeerde in de Süper Lig. Tussen 2009 en 2013 speelde hij vijfendertig wedstrijden voor de club; Öztorun zat vrijwel voortdurend op de reservebank. In 2013 vertrok hij naar Orduspor, waar hem hetzelfde overkwam als bij Manisaspor: na één seizoen degradeerde de club, waarna hij één jaargang op het tweede niveau speelde (35 wedstrijden gespeeld, 35 basisplaatsen) en de club verliet. Istanbul Başakşehir contracteerde hem en legde hem voor drie seizoenen vast, met de optie tot een extra jaar. Bij Başakşehir is Öztorun een vaste waarde in het basiselftal.